# Carla Federica Nespolo
Carla Federica Nespolo (4 de março de 1943 - 4 de outubro de 2020) foi uma política italiana, presidente da Associação Nacional dos Partidários Italianos de 2017 até à sua morte.

## Biografia
Nespolo nasceu em Novara em 4 de março de 1943. Depois de se formar em filosofia, Nespolo ingressou no Partido Comunista Italiano, tornando-se na primeira mulher comunista do Piemonte a ser eleita para o Parlamento Italiano.
Passou seis anos, de 1970 a 1976, no conselho provincial de Alessandria, antes de ser eleita para a Câmara dos Deputados. Ela manteve a sua cadeira no Palazzo Montecitorio até 1983, quando foi eleita para o Senado. Durante o seu mandato na Assembleia da República, Nespolo foi relatora da lei de reforma do ensino secundário, membro do Conselho Fiscal da RAI e relatora de várias propostas de lei sobre os direitos das mulheres. Ela serviu na comissão especial para a lei da igualdade entre homens e mulheres no trabalho.
De 2011 a 2017, Nespolo foi vice-presidente da Associação Nacional dos Partidários Italianos sob a orientação de Carlo Smuraglia.
Em novembro de 2017, Nespolo foi eleita Presidente da Associação Nacional dos Partidários Italianos, tornando-se na primeira mulher a ser eleita Presidente e a primeira que não participou do movimento de resistência italiano, por ser muito jovem.
Nespolo morreu em 4 de outubro de 2020, aos 77 anos, após uma longa enfermidade.